# Scott Parazynski
Scott Edward Parazynski (ur. 28 lipca 1961 w Little Rock) – amerykański astronauta pochodzenia polskiego, lekarz.

## Zarys biografii
Odbył loty w kosmos: 3–14 listopada 1994 (wahadłowiec Atlantis, misja STS-66), 26 września – 6 października 1997 (Atlantis, STS-86), 29 października – 7 listopada 1998 (Discovery, STS-95) i 19 kwietnia – 1 maja 2001 (Endeavour, STS-100). Piąty lot w kosmos odbył jako członek załogi misji STS-120, która poleciała wahadłowcem Discovery na Międzynarodową Stację Kosmiczną w październiku 2007. Na tę wyprawę zabrał ze sobą odznakę Eskadry Kościuszkowskiej.
W kosmosie spędził w sumie 57 dni 15 godzin i 34 minuty. Pięciokrotnie wychodził ze statku w przestrzeń kosmiczną i jest pod tym względem jednym z najbardziej doświadczonych astronautów. 
Parazynski jest z wykształcenia lekarzem, specjalistą medycyny kosmicznej. W tej roli towarzyszył w 1998 siedemdziesięciosiedmioletniemu wówczas Johnowi Glennowi w jego drugim locie w kosmos. Dla Parazynskiego była to szczególna wyprawa, jako dziecko bowiem miał w swoim pokoju powieszone na ścianie plakaty z wizerunkiem Glenna – pioniera załogowych lotów orbitalnych. 
Jedną z pasji Parazynskiego jest wspinaczka. Zdobył m.in. wszystkie 59 szczytów o wysokości powyżej 4200 m n.p.m. w stanie Kolorado, a także najwyższy wierzchołek obu Ameryk – Aconcaguę (6962 m n.p.m.). W maju 2008 podczas wspinaczki na najwyższy szczyt świata Mount Everest musiał się wycofać z powodu poważnego urazu pleców. Szczyt ten zdobył rok później (20 maja) jako pierwszy astronauta w historii.

## Wybrane odznaczenia i nagrody
- NASA Space Flight Medal (1994, 1997, 1998, 2001, 2008)
- NASA Exceptional Service Medal (1998, 1999)
- NASA Distinguished Service Medal (2002, 2009)
- Nagroda Lowella Thomasa (2008)[5]
- Wprowadzenie do Arkansas Aviation Hall of Fame (2008)
- Krzyż Oficerski Orderu Zasługi Rzeczypospolitej Polskiej (2013) – odznaczenie nadane przez prezydenta Bronisława Komorowskiego[6]
- Doktor honoris causa Wojskowej Akademii Technicznej im. Jarosława Dąbrowskiego (2013)[7]
- Universal Astronaut Insignia za lot orbitalny (nr 320) – Stowarzyszenie Uczestników Lotów Kosmicznych (Association of Space Explorers(inne języki))[8]